# 1955年以色列議會選舉
1955年以色列議會選舉舉行於1955年7月26日，選出第三屆以色列議會議員，投票率有82.8%。以色列地工人黨贏得40個議席，維持了最大政黨的地位。這次選舉後誕生了以色列史上最穩定的議會之一。

## 外部連結
- Historical overview of the Third Knesset （页面存档备份，存于） Knesset website
- Election results （页面存档备份，存于） Knesset website